# Буасса, Бедопасса
Бедопасса Буасса Джонде (фр. Bedopassa Buassat Djonde; род. 20 сентября 1992) — бисау-гвинейский борец вольного стиля. Участник летних Олимпийских игр 2016 года, бронзовый призёр чемпионата Африки 2019 года.

## Биография
Бедопасса Буасса родился 20 сентября 1992 года.
В 2016 году вошёл в состав сборной Гвинеи-Бисау на летних Олимпийских играх в Рио-де-Жанейро. В весовой категории до 97 кг в 1/16 финала из-за травмы получил поражение в схватке с Магомедом Ибрагимовым из Узбекистана.
В 2019 году завоевал бронзовую медаль чемпионата Африки в Хаммамете в весе до 86 кг.
В 2020 году участвовал в индивидуальном Кубке мира в Белграде. В весе до 86 кг в 1/16 финала проиграл Таймуразу Фриеву из Испании — 0:10.
В том же году завоевал золотую медаль на турнире Союза федераций борьбы франкоязычных стран в Кот-дʼИвуаре в весе до 86 кг.
В 2021 году не смог пробиться на летние Олимпийские игры в Токио, проиграв в африканско-океанийской и мировой квалификации.